# Riverdance
Riverdance je plesna skupina, ki izvaja tradicionalne irske step ples.
Prvič so nastopili 1994. Glavna plesalca sta Jean Butler in Michael Flatley .

## Povezave
- http://www.riverdance.com/